# Glaucos (manga)
Pour les articles homonymes, voir Glaucos.
Glaucos (グロコス) est un seinen manga écrit et dessiné par Akio Tanaka. Il a été prépublié dans le magazine Weekly Morning entre 2003 et 2005 et a été compilé en un total de quatre tomes. La version française est éditée en intégralité par Glénat. Son nom vient de la créature grecque nommée Glaucos.

## Synopsis
Cisse est un enfant de 17 ans qui, bébé fut découvert dans l'océan par un homme qui l'adoptera. Cet enfant né de la mer a une sorte de don : il est en parfaite symbiose avec la mer. Un jour, Claude, ex-champion du monde de plongée libre, le découvre et décide d'en faire son successeur au titre de Champion du monde de plongée libre. Cisse, Claude et Haruka (un médecin spécialisé dans l'étude de la rate) vont tous tenter de réaliser leur rêve.

## Liste des chapitres
| no | Japonais        | Japonais      | Français        | Français          |
| no | Date de sortie  | ISBN          | Date de sortie  | ISBN              |
| --- | --------------- | ------------- | --------------- | ----------------- |
| 1 | 23 mars 2004    | 4-06-328940-0 | 11 octobre 2006 | 978-2-7234-5591-6 |
| Liste des chapitres : - LOG 1 : La bénédiction - LOG 2 : La perte de conscience - LOG 3 : La séparation - LOG 4 : Au Japon - LOG 5 : La rate - LOG 6 : Haruka - LOG 7 : L'énergie vitale - LOG 8 : Le mono palme - LOG 9 : La compétition - LOG 10 : L'imprudence |                 |               |                 |                   |
| Dépasser le record même d'un mètre, augmenter le temps de la remontée à la surface. Tel est le challenge du plongeur libre. Jusqu'à quelle profondeur sera-t-il capable de descendre ? Découvrons l'enfant de la mer dont parle la légende, celui qui défie la mort en dominant sa peur ! |                 |               |                 |                   |
| 2 | 23 mars 2004    | 4-06-328941-9 | 3 janvier 2007  | 978-2-7234-5660-9 |
| Liste des chapitres : - LOG 11 : Le fugueur - LOG 12 : La valeur de l'hématocrite - LOG 13 : La raison - LOG 14 : L'Open Japan - LOG 15 : Le poids constant - LOG 16 : En avant - LOG 17 : La vision - LOG 18 : L'apnée statique - LOG 19 : LMC - LOG 20 : La civilisation - LOG 21 : Le caillot |                 |               |                 |                   |
| Haruka, la médecine spécialisée en physiologie, et Claude, l'ex-champion du monde de plongée libre, sont les coéquipiers de Cisse. Ce dernier suit un entrainement intensif, s'apprêtant à participer à sa première compétition sportive : l'« Open Japan ». |                 |               |                 |                   |
| 3 | 22 octobre 2004 | 4-06-328987-7 | 21 mars 2007    | 978-2-7234-5661-6 |
| Liste des chapitres : - LOG 22 : La légende - LOG 23 : Au temple - LOG 24 : Le zen - LOG 25 : Le cercle - LOG 26 : Petit - LOG 27 : Le maître - LOG 28 : Le père - LOG 29 : La technique - LOG 30 : L'invitation - LOG 31 : J -1 - LOG 32 : La ruse |                 |               |                 |                   |
| Qu'est-ce que Cisse a cru voir au fond de la mer alors qu'il tentait d'égaler le record mondial de plongée libre ? Obsédé par cette vision, Cisse se voit interdit de plonger, celui-ci risquant de faire un accident cérébral. Claude va l'initier à une dernière technique respiratoire. De son côté, Haruka s'envole pour la Polynésie, espèrent élucider dans quelles conditions Cisse est venu à la vie.            |                 |               |                 |                   |
| 4 | 22 avril 2005   | 4-06-372428-X | 2 mai 2007      | 978-2-7234-5662-3 |
| Liste des chapitres : - LOG 33 : La pression - LOG 34 : Le contrecoup - LOG 35 : La proposition - LOG 36 : Poséidon - LOG 37 : En Égypte - LOG 38 : L'escapade - LOG 39 : L'adieu - LOG 40 : « No limite » - LOG 41 : L'origine - LOG 42 : La liberté - LOG 43 : L'évolution |                 |               |                 |                   |
| Au péril de leur vie, deux apnéistes, le recordman mondial de plongée libre et Cisse, l'enfant des mers du Sud, s'affrontent pour atteindre le mur des 100 mètres de profondeur ! Un an plus tard, Cisse lors de sa dernière compétition, fait un voyage au-delà de l'espace-temps et découvre la liberté absolue. Voici le dernier volume magistral d'une épopée solitaire décrivant le lien qui unit l'homme à la mer. |                 |               |                 |                   |